# Skorkov u Herálce

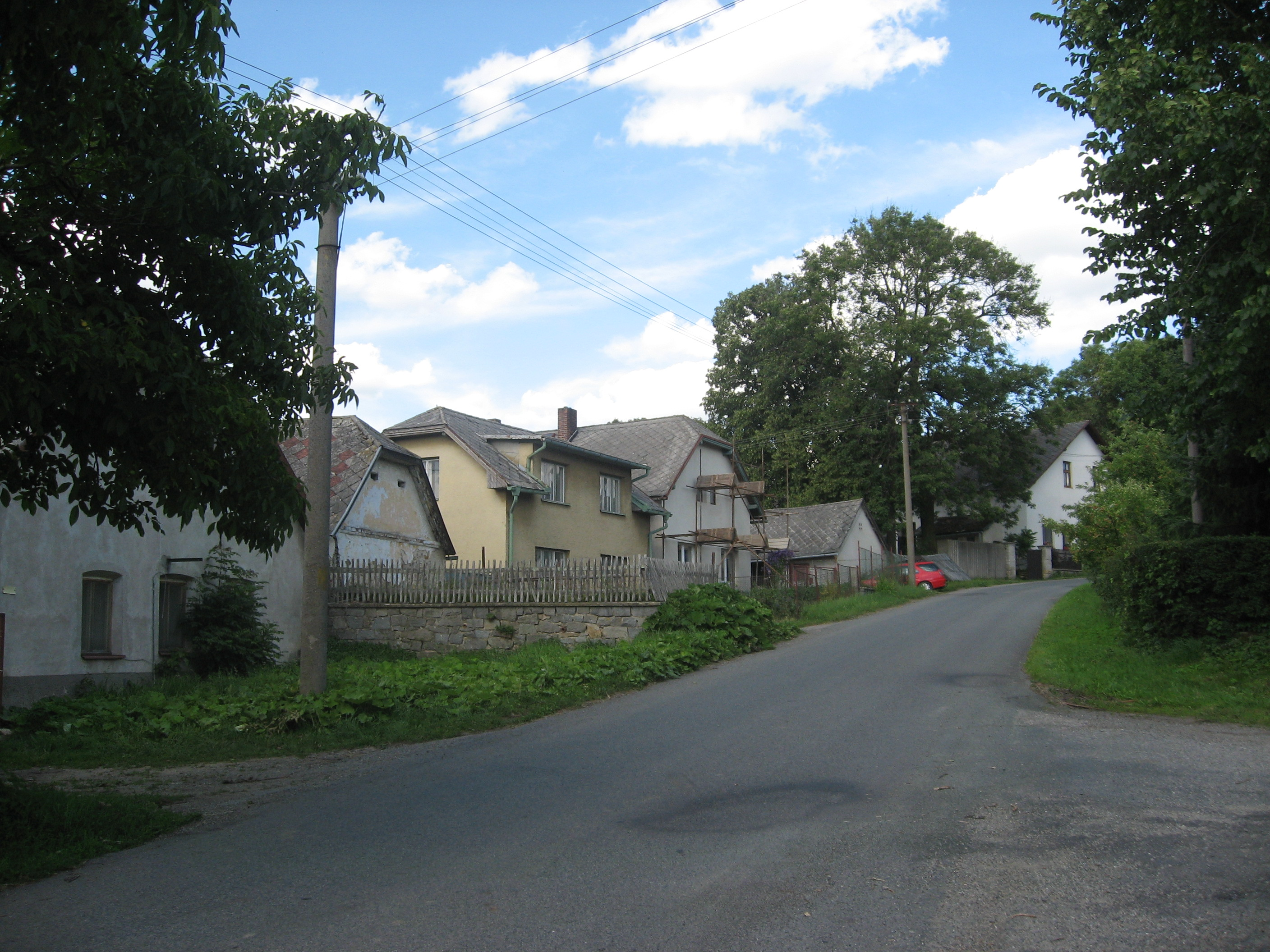
Ortsansicht

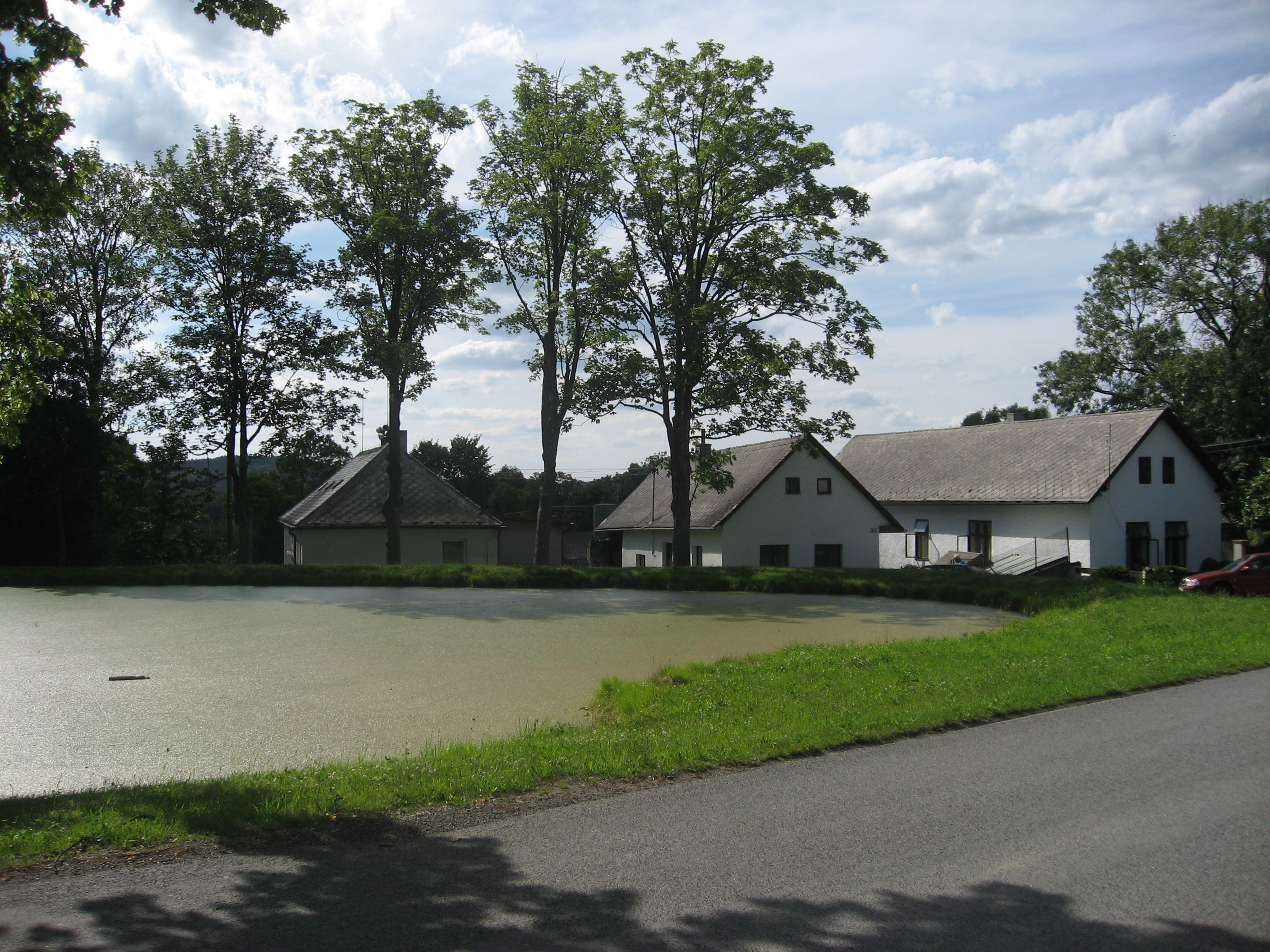
Dorfteich

Skorkov (deutsch Skorkau) ist eine Gemeinde in der tschechischen Region Vysočina. Sie liegt zehn Kilometer südöstlich des Stadtzentrums von Humpolec und gehört zum Okres Havlíčkův Brod.

## Geographie
Skorkov befindet sich linksseitig über dem Tal des Baches Úsobský potok in der Křemešnická vrchovina (Křemešník-Bergland). Westlich und südlich des Dorfes verläuft die Autobahn D 1/E50/E65. Im Norden erhebt sich die Olšina (612 m n.m.), südöstlich der Na Skále (611 m n.m.), im Süden der Kašparův vrch (650 m n.m.) und südwestlich der Temník (660 m n.m.). Gegen Nordwesten liegt der Teich Skorkovský rybník.
Nachbarorte sind Nohavický Mlýn und Kukačka im Norden, Chválkov und Úsobí im Nordosten, Ludvíkov und Maliní im Osten, Kosovy und Skalka im Südosten, Zbinohy und Zbinožský Mlýn im Süden, Velešovský Dvůr, Velešov, Vlčina und Temník im Südwesten, Pavlov u Herálce im Westen sowie Slavníč, U Dvořáků, Na Pile und Herálec im Nordwesten.

## Geschichte
Die erste urkundliche Erwähnung des Dorfes erfolgte 1379 unter den Gütern der erzbischöflichen Herrschaft Herálec. 1785 standen in Skorkov 31 Häusern, in denen 211 Personen lebten.
Im Jahre 1840 bestand das im Caslauer Kreis gelegene Dorf Skorkau bzw. Skorkow aus 43 Häusern, in denen 342 Personen lebten. Im Ort gab es ein Wirtshaus. Abseits befand sich eine Brettmühle. Pfarrort war Heraletz. Bis zur Mitte des 19. Jahrhunderts blieb Skorkau der Herrschaft Heraletz untertänig.
Nach der Aufhebung der Patrimonialherrschaften bildete Skorkov ab 1849 eine Gemeinde im Gerichtsbezirk Humpoletz. Ab 1868 gehörte das Dorf zum Bezirk Deutschbrod. 1869 hatte Skorkov 346 Einwohner und bestand aus 48 Häusern. Im Jahre 1900 lebten in Skorkov 347 Menschen, 1910 waren es 362.  Am 1. Juli 1910 wurde die Gemeinde Teil des neuerrichteten Bezirk Humpoletz. 1930 hatte Skorkov 342 Einwohner und bestand aus 64 Häusern. Im Zuge der Gebietsreform von 1960 und der Aufhebung des Okres Humpolec wurde die Gemeinde dem Okres Havlíčkův Brod zugeordnet. Am 1. Juli 1975 erfolgte die Eingemeindung nach Herálec. Skorkov löste sich zum 24. November 1990 wieder von Herálec los und bildete eine eigene Gemeinde. Beim Zensus von 2001 lebten in den 58 Häusern der Gemeinde 84 Personen.
Die historische Ortsstruktur des als Rundling um einen Dorfplatz mit Teich angelegten Dorfes ist noch gut erkennbar.

## Sehenswürdigkeiten
- Kapelle auf dem Dorfplatz
- Gedenkstein für die Gefallenen beider Weltkriege